# Panier à linge

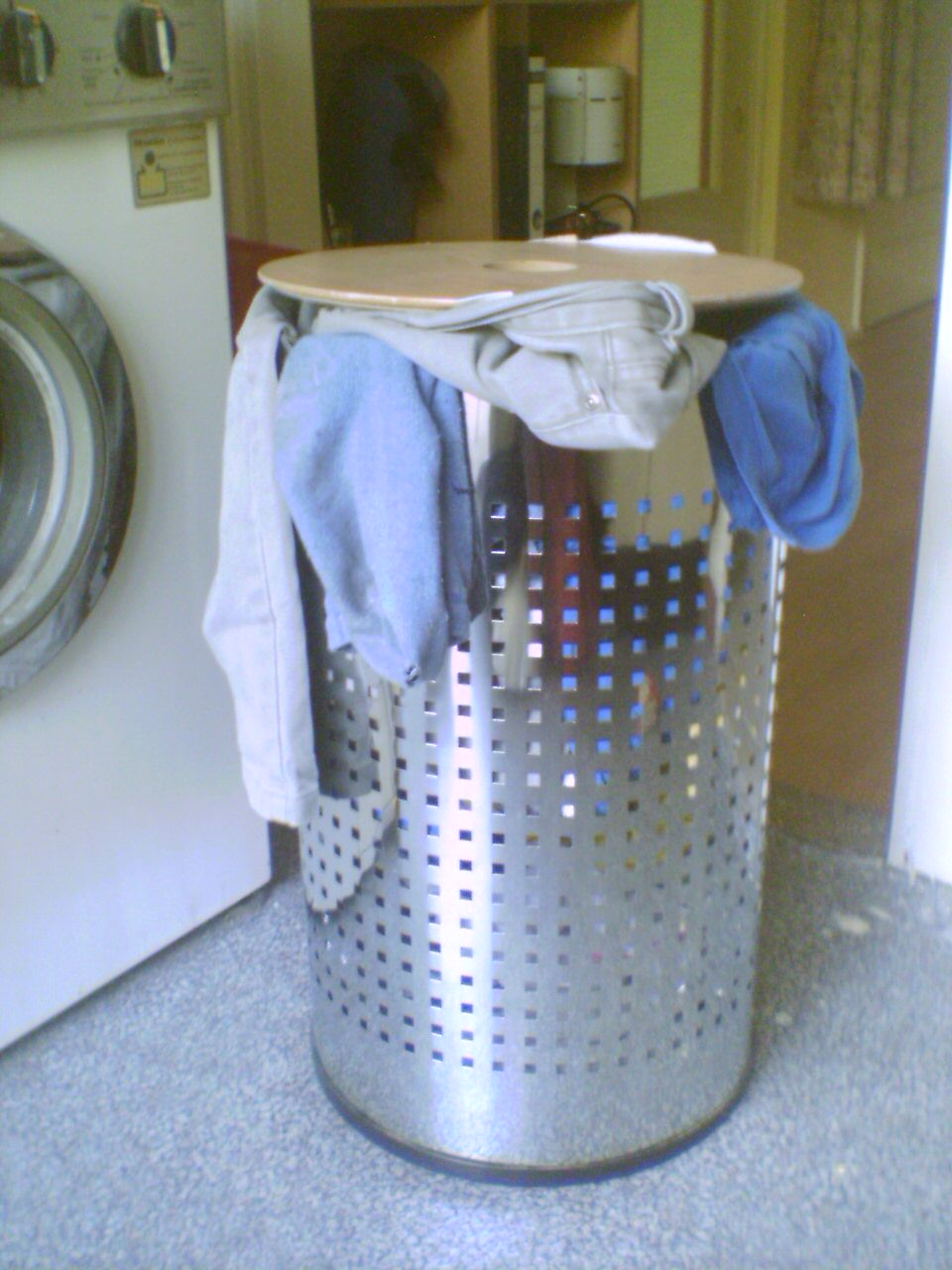
Un panier à linge en métal.

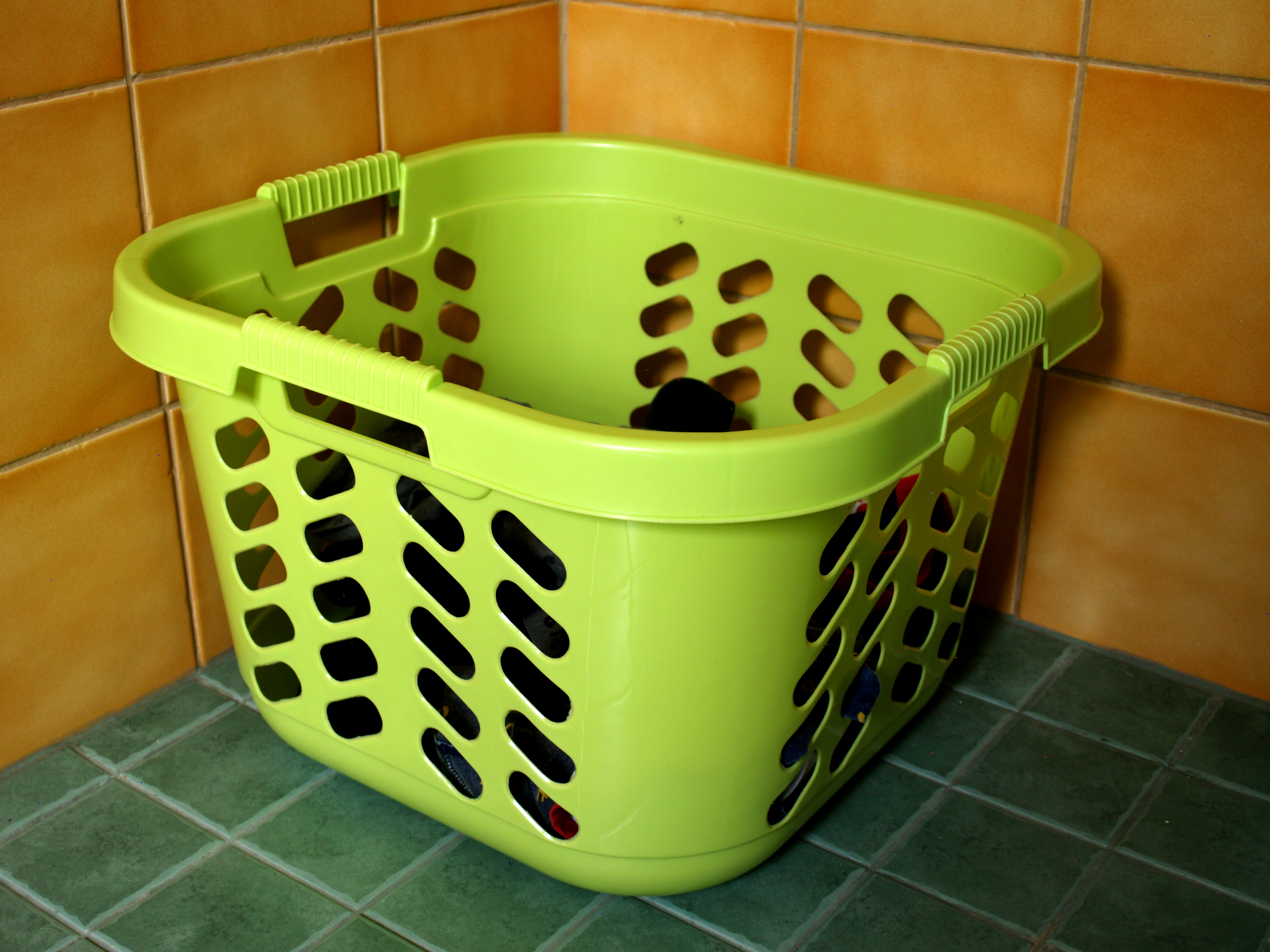
Une petite manne à linge avec des poignées de transport.

Un panier à linge, également appelé « corbeille à linge » ou « banette», ou « bac à linge », est un type de panier utilisé pour la manipulation du linge qui va subir ou a déjà subi un lavage ou un séchage. Généralement fabriqué en plastique, en tissu ou en osier, il se présente le plus souvent sous la forme d'un parallélépipède rectangle ou d'un cylindre évasé et perforé sur les côtés pour éviter les moisissures dues à l'humidité de l'air.

## Utilisation
L'utilisateur du panier commence généralement par s'en servir pour le stockage du linge destiné à être lavé, les vêtements déjà portés ou la literie que l'on vient de retirer du matelas. Idéalement, le panier est entreposé dans la salle de bains ou dans une buanderie à proximité de l'éventuelle machine à laver. Dans le cas contraire, et s'il est rigide, il peut être doté de poignées destinées à faciliter sa préhension et son transport jusqu'au lieu du lavage.
Une fois cette opération terminée, l'utilisateur peut se servir du panier pour transporter le linge propre jusqu'au lieu où il va le faire sécher (à moins qu'il ne soit déjà sec). Le panier pourra alors, par exemple, être posé au sol le temps de fixer les différentes pièces sur une corde à linge avec des pinces à linge. Il servira ensuite, une fois le linge sec, pour transporter celui-ci du lieu de séchage à l'armoire où il sera entreposé avant d'être de nouveau porté.

## Histoire

Matrone à sa toilette au musée national du Bardo. Un panier à linge est visible à gauche.

Les paniers à linge existent depuis des temps ancestraux. On peut faire remonter leur invention au moins à l'antiquité romaine, comme l'atteste une mosaïque découverte dans les thermes de Sidi Ghrib, non loin de Carthage, où l'on peut voir une femme entourée de ses servantes et de divers objets servant à sa toilette, dont un panier à linge.